# Anatomía de Grey: El videojuego
Grey's Anatomy: The Video Game, conocido como Anatomía de Grey: El Videojuego, es un videojuego de simulación médica basado en la serie de televisión del mismo nombre, Grey's Anatomy. El juego ha sido desarrollado por Longtail Studios, publicado por Ubisoft y distribuido por ABC Studios para Nintendo DS, Wii y PC, llegando al mercado en marzo de 2009.

## Trama
La trama principal del juego se centra en un brote de difteria en el hospital, aunque existen otras tramas menores tales como Cristina en busca de una beca a pesar de la mala crítica de Derek antes del contagio de la difteria, Alex dudando entre Lexie y Ava, y, por supuesto, la relación entre Derek y Meredith.
Además de los personajes vistos en la cuarta temporada de la serie, también se incluyen nuevos personajes creados exclusivamente para el videojuego, destacando la agente Damon Birger del CCD (Centro de Control de Dolencias), integrada para controlar el brote de difteria, y la enfermera Vince Bennet, quien tiene en Cristina cierto interés amoroso.
No salen personajes de temporadas siguientes tales como la doctora Robbins o Teddie.